# Szergej Nyikolajevics Juran
Szergej Nyikolajevics Juran (oroszul: Серге́й Николаевич Юран, ukránul: Сергій Миколайович Юран Szergij Mikolajovics Juran; Luhanszk, Szovjetunió, 1969. június 11. –) orosz-ukrán labdarúgócsatár, az FK Baltyika Kalinyingrad vezetőedzője.